# Langue officielle
Une langue officielle est une langue qui est spécifiquement désignée comme telle, dans la constitution ou les textes de loi d'un pays, d'un État ou d'une organisation quelconque.
Elle s'applique à tous les services officiels de l'État (organes de gouvernement, administrations, tribunaux, registres publics, documents administratifs, etc.).

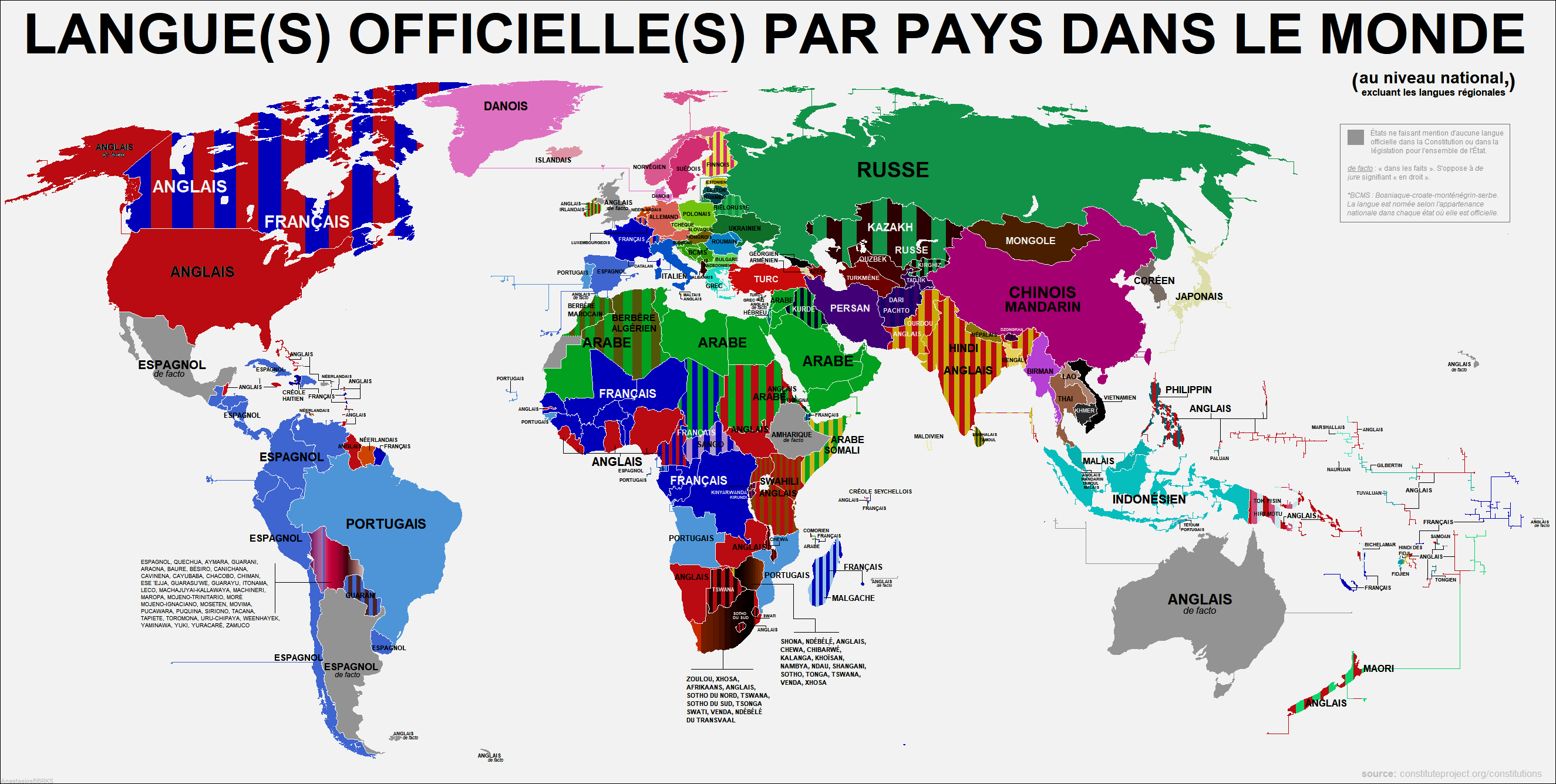
Carte des langues officielles dans le monde.

Carte des langues officielles en Afrique.

Carte simplifiée des langues officielles en Amérique du Sud.

## Liste des langues officielles
Pour rappel, les principales langues officielles sont
- Anglais : 58 États membres de l'ONU et 31 dépendances ;
- Français : 26 États membres de l'ONU et 11 dépendances ;
- Arabe : 23 États membres de l'ONU et la Palestine, 2 États non membres de l'ONU sur le même territoire et 1 dépendance ;
- Espagnol : 20 États membres de l'ONU et 1 dépendance ;
- Portugais : 9 États membres de l'ONU et 1 dépendance ;
- Allemand : 6 États membres de l'ONU ;
- Russe : 5 États membres de l'ONU et 4 États non reconnus ;
- Serbo-croate : 4 États de l'ONU et 1 État partiellement reconnu sur le même territoire ;
- Malais : 4 États membres de l'ONU et 1 dépendance ;
- Swahili : 4 États membres de l'ONU (5 en comptant les Comores) ;
- Quechua : 4 États membres de l'ONU ;
- Italien : 3 États membres de l'ONU et la Cité du Vatican ;
- Persan : 3 États membres de l'ONU et 1 dépendance ;
- Néerlandais : 3 États membres de l'ONU (4 en comptant l'Afrikaans) ;
- Somali : 3 États de l’ONU et 1 État non reconnu sur le même territoire ;
- Grec : 3 États membres de l'ONU ;
- Turc : 3 États membres de l'ONU ;
- Guaraní : 3 États membres de l'ONU ;
- Sotho : 3 États membres de l'ONU ;
- Chinois standard (mandarin) : 2 États membres de l'ONU et Taïwan ;
- Hindoustani : 3 États membres de l'ONU (en comptant l'hindi fidjien).

## Variation selon les pays du monde
La moitié des pays du monde dispose d'une langue officielle.
Certains d'entre eux ne connaissent qu'une seule langue officielle, tels la France et l'Allemagne.
Certains pays ont plusieurs langues officielles, tels la Finlande, la Suisse, le Canada, le Luxembourg, la Belgique et l'Afghanistan.
Dans plusieurs pays, comme l'Italie, les Philippines, l'Espagne, les Pays-Bas ou l'Irak, il y a une langue officielle pour le pays, mais d'autres langues sont co-officielles dans certaines régions.
Enfin, certains pays n'ont une (ou plus rarement plusieurs) langue officielle qu'en pratique (de facto), mais qui n'est pas prévue dans leur constitution : le Mexique, l'Australie, le Belize, le Chili, l'Éthiopie, l'Érythrée, la Gambie, la Guinée-Bissau, la Tanzanie, l'île Maurice, la Suède, le Royaume-Uni ou le Vatican.

## Langues officielles par pays

### Afghanistan
Conformément au chapitre 1, article 16 de la Constitution afghane, le gouvernement afghan accorde un statut égal au pachto et au dari comme langues officielles.

### Afrique du Sud
L'Afrique du Sud compte douze langues officielles, pour la plupart indigènes. Cependant, en raison de ses moyens financiers limités, le gouvernement produit rarement des documents dans toutes ces langues. Des accusations de mauvaise gestion et de corruption ont été portées contre le Comité linguistique pan-sud-africain, l'agence créé pour promouvoir le multilinguisme, développer les 11 langues officielles et protéger les droits linguistiques dans le pays. Dans la pratique, le gouvernement est dirigé en anglais.

### Algérie
Depuis la révision constitutionnelle de 2016 et 2020, l'arabe et le berbère (en berbère : Tamazight) sont les deux langues officielles de la République algérienne démocratique et populaire (article 4 de la constitution révisée en 2020).

### Andorre
Le catalan est la seule langue officielle du pays. Il s'agit également du seul pays à avoir le catalan en tant que langue officielle.

### Azerbaïdjan
L’article 21 de la Constitution azerbaïdjanaise désigne la langue officielle de la République d’Azerbaïdjan comme étant la langue azerbaïdjanaise.

### Bangladesh
Après l'indépendance du Bangladesh en 1971, Sheikh Mujibur Rahman, le premier président du pays, adopte la politique du « un État, une langue ». La langue nationale de facto, le bengali, est la seule langue officielle du Bangladesh, ce selon le troisième article de la Constitution du Bangladesh. Le gouvernement du Bangladesh a introduit la loi sur la mise en œuvre de la langue bengali de 1987 pour garantir l'utilisation obligatoire du bengali dans toutes les affaires gouvernementales.

### Belgique

Carte des Communautés de Belgique :
Communauté flamande (en vert) ;
Communauté française (en rouge) ;
Région de Bruxelles-Capitale (où les deux communautés ont des compétences, striée vert et rouge) ;
Communauté germanophone (en bleu).

Les communautés de Belgique sont des collectivités politiques fédérées autonomes, compétentes en matière d'enseignement, de culture, de politique de santé, d'aide aux personnes et d'emploi des langues.
Les langues officielles de la Belgique sont le français, le néerlandais et l'allemand, en raison des trois communautés linguistiques du pays. La Flandre est une région unilingue de langue néerlandaise, la Wallonie est une région officiellement bilingue français et allemand (bien que les locuteurs germanophones soient très minoritaires et qu'ils soient concentrés dans les Cantons de l'est qui est aussi le seul endroit du pays où les panneaux sont également affichés en allemand) et la Région de Bruxelles-Capitale est bilingue français-néerlandais sur tout son territoire. Quelques communes dont les locuteurs de la langue officielle de la région où elles se trouvent sont minoritaires ont pour cette raison acquis le statut de « Communes à facilités » et sont officiellement bilingues, bien que ce statut ait causé de nombreux litiges conduisant parfois à des heurts entre les communautés linguistiques.

### Biélorussie
Le biélorusse et le russe ont un statut officiel en République de Biélorussie.
En 1996, le russe a obtenu le même statut que le biélorusse à la suite de modifications de la Constitution du pays et est devenu par la suite la langue de l'administration, des affaires et de l'éducation du pays,. Lors d'un référendum organisé le 14 mai 1995, la langue biélorusse a perdu son statut exclusif de seule langue d'État. Le soutien de l'État à la langue et à la culture biélorusses en général a diminué depuis lors, et le russe est dominant dans la vie quotidienne dans le pays d'aujourd'hui. Dans un article de 2006, Roy Medvedev a comparé la position de la langue biélorusse en Biélorussie à celle de la langue irlandaise en République d'Irlande : un bilinguisme officiel s'opposant à un faible statut réel de la langue maternelle.

### Botswana
Au Botswana, l’anglais est la langue officielle utilisée dans l’administration, l’éducation et les médias. Le tswana (setswana), langue nationale et la plus parlée, est employé largement dans la vie quotidienne et dans les communications informelles. D’autres langues bantoues sont parlées régionalement, mais sans statut officiel.

### Bulgarie
Le bulgare est la seule langue officielle en Bulgarie.

### Burkina Faso
Au Burkina Faso, le mooré, le fulfuldé, le dioula et le bissa sont les langues les plus parlées comme langues maternelles, avec environ 40 % de la population. Le français a perdu le statut de langue oficielle et devient l'une des deux langues de travail avec l'anglais.

### Cameroun

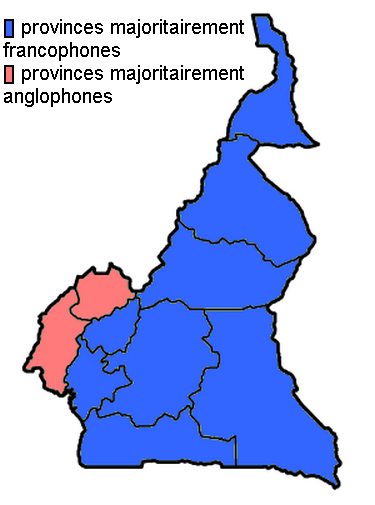
Carte des provinces majoritairement francophones (bleu) et anglophones (rouge) au Cameroun.

Le français et l'anglais sont les deux langues officielles du Cameroun. Du point de vue de l'espace théorique occupé par chacune des deux langues, ce bilinguisme se répartit comme suit : huit régions francophones (Centre, Est, Littoral, Ouest, Sud, Adamaoua, Nord, Extrême-Nord) et deux régions anglophones (Nord-Ouest, Sud-Ouest). Le bilinguisme au Cameroun est reconnu et protégé par les différentes constitutions qu'a connues le pays depuis sa réunification en octobre 1961.

### Canada

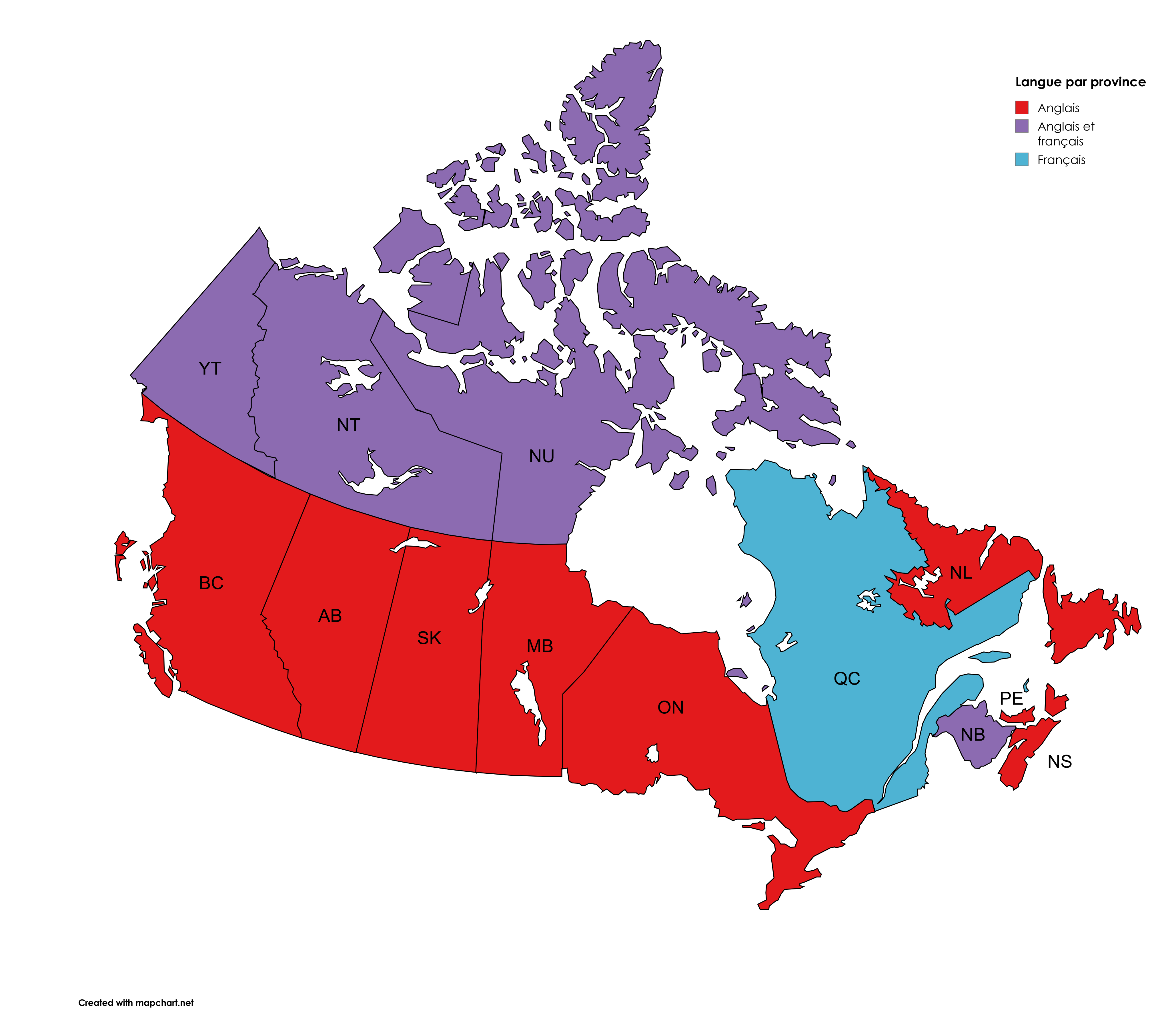
Langue officielle par province canadienne (rouge : anglais ; bleu : français ; mauve : bilingue).

Les langues officielles du Canada sont, au niveau fédéral, l'anglais et le français. Une partie de la population, principalement au Québec, est francophone. La population hors-Québec est majoritairement anglophone, même si des communautés francophones existent également dans chaque province et territoire. Le Nouveau-Brunswick, avec sa communauté acadienne, est d'ailleurs l'unique province canadienne à avoir l'anglais et le français comme langues officielles.
La population du Québec est très majoritairement francophone depuis l'établissement de la Nouvelle-France. En 1974, le gouvernement libéral de Robert Bourassa déclara le français comme unique langue officielle par la loi 22. Certains accommodements sont néanmoins faits à la communauté historique anglophone, tels qu'une traduction obligatoire des lois et la possibilités de recevoir certains services en anglais. La loi encadrant présentement le statut du français au Québec est la charte de la langue française, souvent appelée la loi 101.

### Centrafrique
La République centrafricaine reconnaît deux langues officielles : le français et le sango. Le français est utilisé dans l’administration, l’éducation formelle et les documents officiels.

### Congo (République Démocratique du Congo)
Le Français est la langue officielle de la république démocratique du Congo. Outre la langue officielle, quatre langues ont le statut de langues nationales : le kikongo ya leta (aussi appelé « kikongo » en dehors du Kongo central,,), le lingala, le swahili et le tshiluba.

### Congo (République du Congo)
Le français est la langue officielle de la République du Congo, utilisée dans l’administration, l’éducation et les médias. Les principales langues nationales reconnues incluent le kituba (ou munukutuba), le lingala, le téké et le mbochi, qui sont largement parlées dans différentes régions du pays.

### Côte d'Ivoire
Le français est la langue officielle de la Côte d’Ivoire, utilisée dans l’administration, l’éducation et les médias. Le pays compte plus de 60 langues autochtones, parmi lesquelles le baoulé, le dioula (ou jula), le bété, le sénoufo et le malinké sont les plus parlées.

### Espagne
Le castillan est la langue officielle de l'Espagne. Le catalan est co-officiel en Catalogne et aux îles Baléares ; le valencien dans la Communauté valencienne ; le galicien en Galice; le basque au Pays Basque et dans la zone bascophone de Navarre ; et l'aranais, une variété de la langue occitane parlée dans le Val d'Aran, dans toute la Catalogne. Sont en outre reconnues la langue des signes espagnole, la « langue des régions pyrénéennes et pré-pyrénéennes » (l'aragonais) et le catalan en Aragon ; ainsi que l'asturo-léonais, dans les Asturies où il est appelé bable, et en Castille-et-Léon, où il est appelé léonais,.

### Eswatini
L’Eswatini reconnaît deux langues officielles : le siswati et l’anglais.

### États-Unis d'Amérique
Aux États-Unis, l'anglais est la langue officielle au niveau fédéral.
L'anglais est également la langue officielle dans 32 États sur 50. De surcroît, l'État d'Hawaï a choisi une deuxième langue officielle (l'hawaïen), l'Alaska a également reconnu ses vingt langues indigènes et plusieurs territoires américains ont adopté une deuxième langue officielle (l'espagnol à Porto Rico - étant langue maternelle de bien plus de 90 % -, le chamorro à Guam, le samoan aux Samoa américaines). Certaines paroisses (comtés) de la Louisiane sont « à facilités » pour les francophones, et il y a des communes et des comtés aux États-Unis « à facilités » pour les hispanophones ; néanmoins, aucun des cinquante États n'a adopté le français ou l'espagnol comme deuxième langue officielle.

### Éthiopie
L'Éthiopie a cinq langues officielles (là où seul l'amharique était officiel jusqu'en 2020) : l'amharique, l'oromo, le somali, le tigrinya et l'afar ; cependant, l'amharique est de facto la seule langue officielle utilisée par le gouvernement pour délivrer les permis de conduire, les permis commerciaux, les passeports et conduire la diplomatie étrangère.

### Finlande
En Finlande, le suédois, le finnois, la langue des signes finnoise sont les langues officielles. De plus, le same peut être utilisé pour les démarches administratives.
Dans la province autonome d'Åland, le suédois est la seule langue officielle. Son statut est garanti par une série de lois linguistiques.

### France
En France, le français est langue officielle. En 1539 l'ordonnance du roi François Ier, dite ordonnance de Villers-Cotterêts, rend obligatoire l'usage du français en remplacement du latin comme langue des tribunaux et des chancelleries, et non pour remplacer les langues régionales. Depuis 1992, l'article 2 de la Constitution précise que « La langue de la République est le français ».
L'article 75-1 de la Constitution (réforme de 2008) porte que « les langues régionales appartiennent au patrimoine de la France ».
- En France métropolitaine : basque ; breton ; catalan ; corse ; dialectes allemands d’Alsace et de Moselle (alsacien et francique mosellan) ; flamand occidental ; francoprovençal ; langues d’oïl : franc-comtois, wallon, champenois, picard, normand, gallo, poitevin-saintongeais (dans ses deux variétés : poitevin et saintongeais), lorrain, bourguignon-morvandiau ; occitan ou langue d’oc (gascon, languedocien, provençal, auvergnat, limousin, vivaro-alpin) ; parlers liguriens.[réf. nécessaire]
- Outre-mer : créoles guadeloupéen, guyanais, martiniquais, réunionnais (Antilles-Réunion) ; mahorais, malgache de Mayotte (Mayotte) ; tahitien, marquisien, langue des Tuamotu, mangarévien, langues des Îles Australes (Polynésie française) ; wallisien, futunien (Wallis et Futuna) ; Nouvelle Calédonie, 28 langues kanakes : Grande Terre : nyelâyu, kumak, caac, yuaga, jawe, nemi, fwâi, pije, pwaamei, pwapwâ, langue de Voh-Koné, cèmuhi, paicî, ajië, arhâ, arhö, ‘ôrôê, neku, sîchë, tîrî, xârâcùù, xaragurè, drubéa, numèè ; Îles Loyauté : nengone, drehu, iaai, fagauvea.[réf. nécessaire]

### Inde

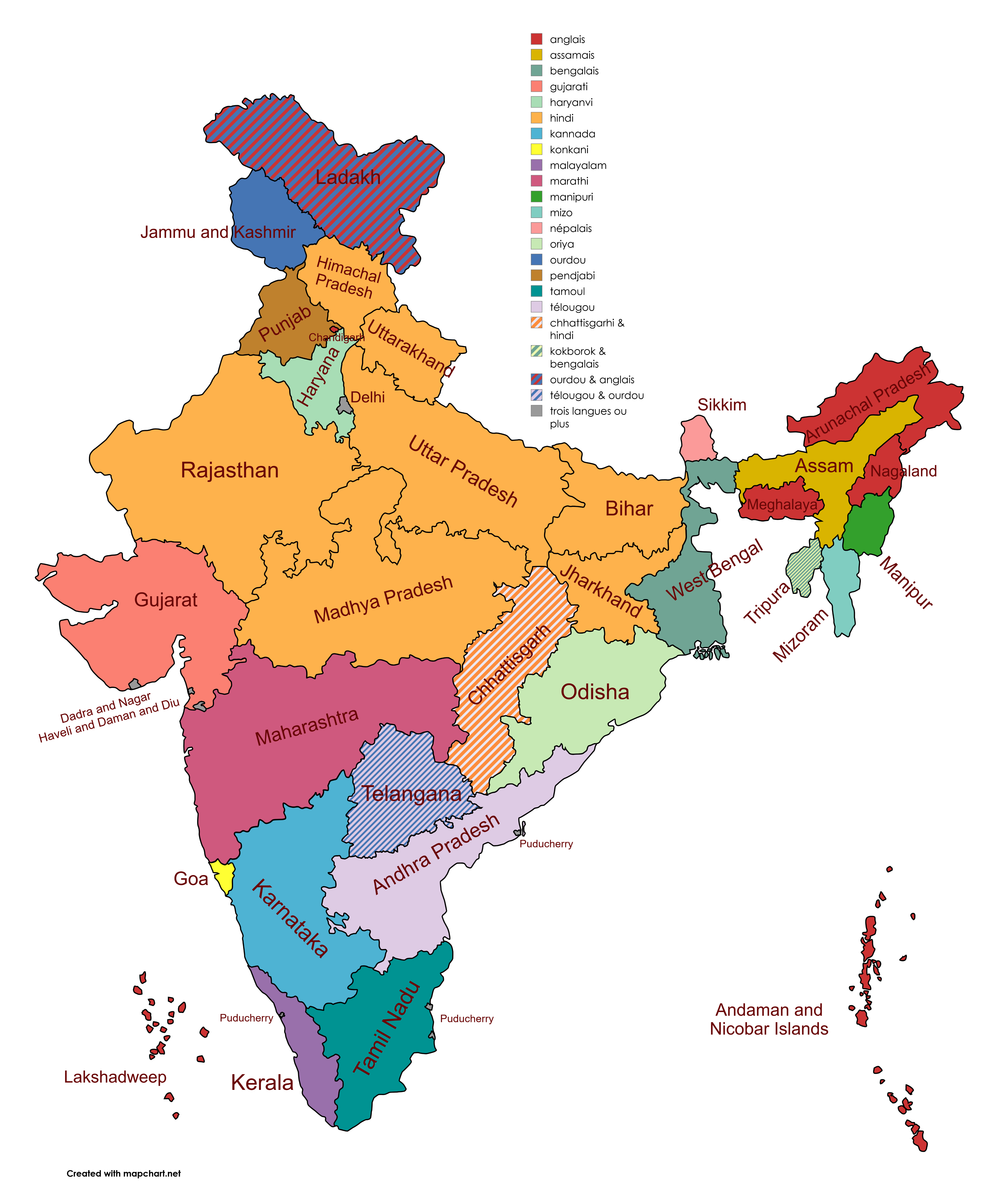
Carte des langues officielles des provinces de l'Inde.

La Constitution indienne (article 17) désigne l'hindi comme langue officielle du gouvernement indien, écrit en écriture devanagari. Bien que les intentions initiales de la constitution étaient de supprimer progressivement l'anglais comme langue officielle, des dispositions ont été prévues pour que « le Parlement puisse, par la loi, prévoir l'utilisation... de... la langue anglaise ».
La huitième annexe de la Constitution indienne énumère 22 langues recevant une reconnaissance, un statut et un encouragement officiels. En outre, le gouvernement indien a décerné la qualité de « langue classique » au tamoul, au sanskrit, au kannada, au télougou, au malayalam et à l'odia.

### Indonésie
La langue officielle de l'Indonésie est la langue indonésienne, qui est régie par le chapitre XV de la Constitution indonésienne de 1945.

### Israël
Le 19 juillet 2018, la Knesset a adopté une loi fondamentale intitulée « Israël, État-nation du peuple juif », qui définit l'hébreu comme « la langue de l'État » et l'arabe comme une langue ayant « un statut spécial dans l'État » (article 4). La loi précise en outre qu'elle ne doit pas être interprétée comme compromettant le statut de la langue arabe dans la pratique tel qu'il était avant la promulgation de la loi fondamentale — en d'autres termes, qu'elle préserve le statu quo et ne modifie le statut de l'hébreu et de l'arabe que nominalement.
Avant la promulgation de la loi fondamentale susmentionnée, le statut de langue officielle en Israël était déterminé par le 82e paragraphe du Palestine Order in Council, publié le 14 août 1922 et amendé en 1939 pour le mandat britannique de Palestine :
« Toutes les ordonnances, avis officiels et formulaires officiels du gouvernement et tous les avis officiels des autorités locales et des municipalités dans les zones à prescrire par ordre du Haut-Commissaire, seront publiés en anglais, en arabe et en hébreu. »
Cette loi, comme la plupart des autres lois du mandat britannique, a été adoptée dans l'État d'Israël, sous réserve de certains amendements publiés par le pouvoir législatif provisoire le 19 mai 1948. L'amendement stipule que :
« Toute disposition de la loi exigeant l'utilisation de la langue anglaise est abrogée. »
Dans la plupart des écoles publiques, la principale langue d'enseignement est l'hébreu, l'anglais est enseigné comme deuxième langue et la plupart des élèves apprennent une troisième langue, généralement l'arabe, mais pas nécessairement. D'autres écoles publiques ont l'arabe comme langue d'enseignement principale, et enseignent l'hébreu comme deuxième langue et l'anglais comme troisième. Il existe également des écoles bilingues qui visent à enseigner l'hébreu et l'arabe de manière égale.
D'autres langues que l'hébreu et l'arabe, telles que l'anglais, le russe, l'amharique, le yiddish et le ladino, bénéficient d'un statut quelque peu spécial mais ne sont pas des langues officielles. Par exemple, au moins 5 % du temps d'antenne des chaînes de télévision privées doit être traduit en russe (un privilège similaire est accordé à l'arabe), les avertissements doivent être traduits en plusieurs langues, les panneaux de signalisation sont pour la plupart trilingues (hébreu, arabe et anglais), et le gouvernement soutient la culture yiddish et ladino (aux côtés de la culture hébraïque et de la culture arabe).

### Lettonie
La loi sur la langue officielle reconnaît le letton comme seule langue officielle de la Lettonie, tandis que le latgalien est protégé en tant que « variante historique du letton » et le livonien est reconnu comme « la langue de la population indigène (autochtone) ». La Lettonie propose également des programmes d'éducation aux minorités nationales en russe, polonais, hébreu, ukrainien, estonien, lituanien et biélorusse. En 2012, un référendum constitutionnel a eu lieu sur l'élévation du russe au rang de langue co-officielle, mais la proposition a été rejetée par près des trois quarts des électeurs.

### Liban
Le Liban est un pays multilingue où l'arabe est la langue officielle, utilisée dans l'administration, les documents officiels et les médias. Cependant, le français est également largement utilisé, notamment dans l'éducation, les affaires et la culture, en raison de l'histoire du pays en tant que mandat français.

### Libye
L’arabe est la langue officielle unique de la Libye, utilisée dans l’administration, l’éducation et les médias. L’arabe libyen, un dialecte arabe, est la langue vernaculaire majoritaire. Le tamazight (berbère) bénéficie depuis 2011 d’une reconnaissance officielle comme langue nationale dans certaines régions, avec un enseignement et une promotion croissante.

### Luxembourg
Dans le Grand-Duché de Luxembourg, le français et l'allemand sont historiquement langues officielles, auxquelles s'est ajouté le luxembourgeois en 1984. Bien que le pays soit trilingue sur tout son territoire, les panneaux ne sont toutefois pas systématiquement affichés dans les 3 langues.

### Malaisie
La langue officielle de la Malaisie est la langue malaise, ce en vertu de l'article 152 de la Constitution de la Malaisie.

### Malawi
Le Malawi reconnaît l'anglais comme langue officielle, utilisée dans l'administration, l'éducation et les affaires. Le chichewa (ou chewa) est la langue nationale et véhiculaire, parlée par environ 50 % de la population, principalement dans les régions centrale et méridionale.

### Monaco
Le français est l'unique langue officielle du pays.
Le monégasque, un dialecte ligure, ne possède pas le statut de langue officielle mais est cependant obligatoire dans l'enseignement jusqu'au niveau CM2. Durant le cycle secondaire celle-ci peut-être apprise en tant qu'option et présentée au baccalauréat.

### Mozambique
Le portugais est la langue officielle du Mozambique, utilisée dans l'administration, l'éducation et les médias. Selon le recensement de 2017, environ 47,4 % de la population âgée de 5 ans et plus parle le portugais, avec 16,6 % l'ayant comme langue maternelle. Le pays est multilingue, avec environ 43 langues bantoues parlées. Les principales langues indigènes incluent le makua (26,3 %), le xichangana/tsonga (11,4 %), le lomwe (7,9 %), le sena (7,0 %) et le chuwabo (6,3 %).

### Namibie
La Namibie reconnaît l’anglais comme langue officielle unique depuis son indépendance en 1990, utilisée dans l’administration, l’éducation et les médias. Cependant, plusieurs langues bantoues sont largement parlées, notamment l’oshiwambo, le khoekhoegowab (damara/nama), le herero, le khoisan et l’afrikaans, ce dernier restant important comme langue de communication interethnique.

### Nigéria
La langue officielle du Nigéria est l'anglais, qui a été choisie pour faciliter l'unité culturelle et linguistique du pays.

### Niger
Jusqu'en 2025, le français est la langue officielle du pays. Depuis 2025, le français est une « langue de travail, et le Haoussa langue officielle».

### Norvège

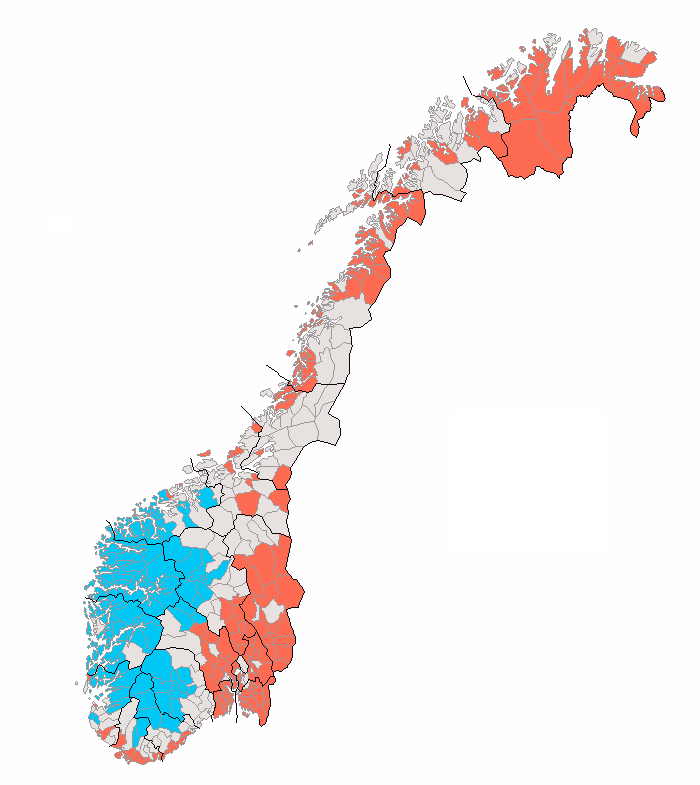
Carte de la Norvège indiquant où prédominent le bokmål (en rouge) et le nynorsk (en bleu). Les régions partagées entre les deux sont en gris.

La langue officielle est le norvégien, qui a deux variantes officielles : le bokmål et le nynorsk.

### Nouvelle-Zélande
La langue des signes néo-zélandaise est reconnue depuis avril 2006 comme étant une des trois langues officielles, avec l'anglais (de facto) et le maori.

### Pakistan
L'ourdou et l'anglais sont tous deux des langues officielles du Pakistan. Le pays compte plus de 60 autres langues.

### Pays-Bas
Le néerlandais est la langue officielle des Pays-Bas (un pays constitutif du royaume des Pays-Bas). Dans la province de Frise, le frison est la deuxième langue officielle. Si le néerlandais est donc la langue officielle des Pays-Bas caribéens (les îles Bonaire, Saba et Saint-Eustache), il n'est pas la principale langue parlée dans les trois îles : le papiamento est la langue la plus parlée à Bonaire, tandis que l'anglais l'est à Saba et à Saint-Eustache. Ces langues peuvent être utilisées dans les documents officiels (mais n'ont pas le même statut que le frison). Le bas-saxon et le limbourgeois, langues reconnues par la Charte européenne des langues régionales ou minoritaires, sont parlés dans certaines régions des Pays-Bas.

### Philippines
Le philippin (une forme standardisée du tagalog) et l'anglais sont tous deux des langues officielles des Philippines.

### Pologne
Le polonais est la langue officielle de la Pologne. À l'échelle locale, certaines communes sont officiellement bilingues.

### Royaume-Uni
Au Royaume-Uni, l'anglais est de facto la langue officielle. Le gallois, l'écossais, l'irlandais, le mannois, le scots, le scots d'Ulster et le cornique sont des langues régionales d'après la Charte européenne des langues régionales ou minoritaires. Le français était langue officielle en Angleterre pendant une partie du Moyen Âge.

#### Jersey
Ancien territoire du duché de Normandie, le normand (jersiais) a perduré sur l'île jusqu'à nos jours. Près de 3 % de la population jersiaise a pour langue maternelle le normand (soit environ 2 700 locuteurs). Cependant, il est estimé qu'à près de 12 % de la population est capable de la comprendre. Cette langue autochtone de l'île est devenue langue officielle aux côtés du français et de l'anglais depuis le 12 février 2019.

### Russie

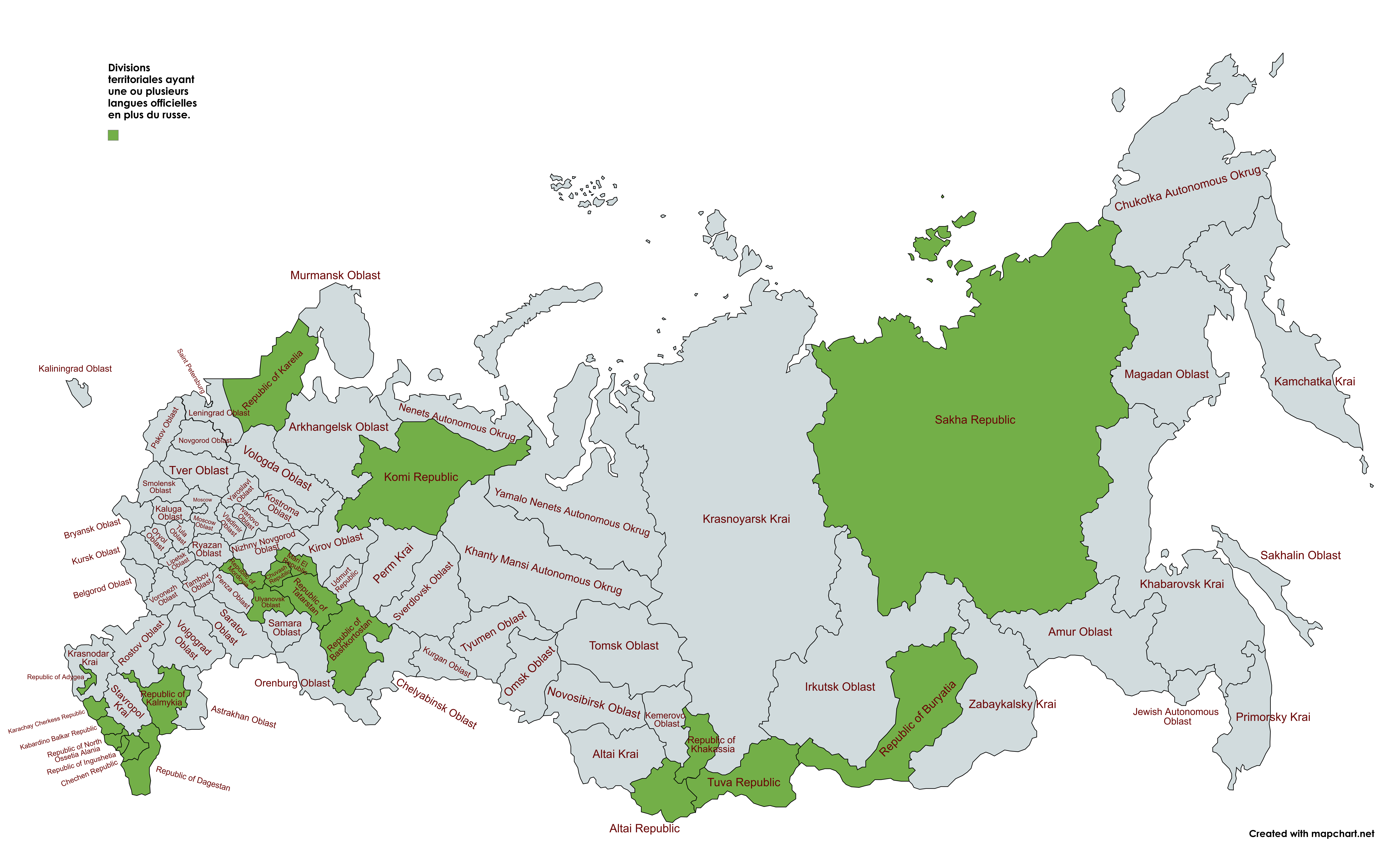
Divisions territoriales ayant une ou plusieurs langues officielles en plus du russe.

Le russe est la langue officielle de la fédération de Russie et de tous ses sujets fédéraux. Cependant, de nombreuses langues minoritaires ont un statut officiel dans les régions où elles sont indigènes. Les républiques sont autorisées à adopter des langues officielles supplémentaires en plus du russe dans leurs constitutions. Les républiques sont souvent fondées sur des groupes ethniques autochtones particuliers et constituent fréquemment des territoires où les Russes ethniques et les locuteurs natifs du russe sont une minorité.

### Rwanda
Le kinyarwanda, le français, l’anglais et le swahili sont les quatre langues officielles du Rwanda, selon la Constitution révisée de 2015. Le kinyarwanda est la langue nationale et la plus parlée, utilisée dans l’administration, l’éducation de base et les médias. L’anglais est devenu dominant dans l’enseignement supérieur et les affaires depuis l’entrée du Rwanda dans la Communauté d’Afrique de l’Est et le Commonwealth. Le français, historiquement important, a vu son usage décliner, tandis que le swahili a été ajouté comme langue officielle en 2017 pour renforcer l’intégration régionale.

### Somalie

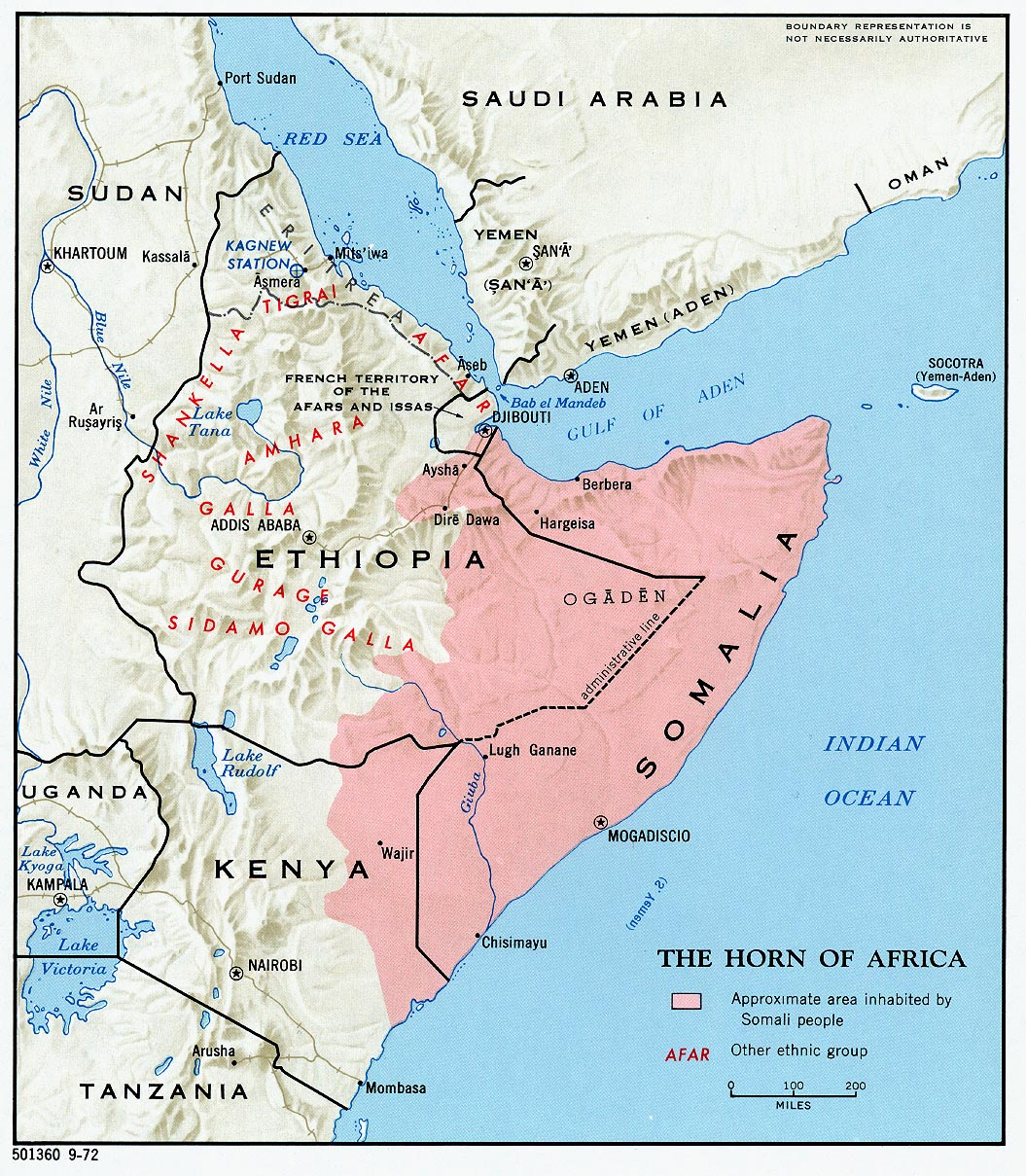
Distribution du somali dans la région de la corne de l'Afrique.

Le somali et l’arabe sont les deux langues officielles de la Somalie, selon la Constitution provisoire de 2012. Le somali, dans sa variante maxaa tiri, est utilisé dans l’administration, l’éducation et les médias, tandis que le maay, également largement parlé, n’a pas de statut officiel.

### Suisse

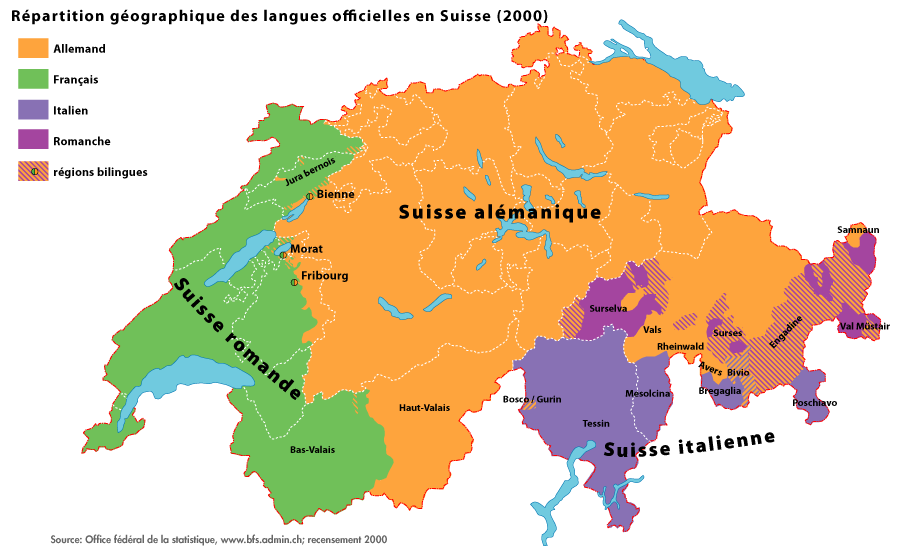
Carte des langues officielles en Suisse.

En Suisse, l'allemand, le français et l'italien ont le statut constitutionnel de langues officielles depuis la fondation de l'État fédéral en 1848. Tandis que le romanche a le statut de langue nationale depuis 1938, et plus récemment de langue semi-officielle, uniquement pour « les rapports que la Confédération entretient avec les personnes de langue romanche ». Le yéniche est reconnu symboliquement en tant que langue nationale sans territoire.

### Suriname
Le néerlandais est la langue officielle de Suriname, employée dans l'administration et l'éducation.

### Taïwan
Le mandarin standard est la langue la plus couramment utilisée au sein du gouvernement. Cependant, en vertu de la loi sur le développement des langues nationales, la participation politique peut se faire dans n'importe quelle langue nationale, définie comme étant une « langue naturelle utilisée par un groupe ethnique originaire de Taïwan » — ce qui inclut également les langues formosanes, la variété taïwanaise du hokkien et du hakka. Selon le Yuan législatif de Taïwan, des amendements ont été apportés à la loi fondamentale sur le hakka pour faire du hakka une langue officielle de Taïwan.

### Tanzanie
Le swahili et l'anglais sont les langues les plus couramments utilisées dans les institutions gouvernementales et l'administration en Tanzanie. Il s'agit des langues nationales et de facto officielles du pays depuis l’indépendance, jouant un rôle central dans l’unification linguistique et culturelle de la nation.

### Timor Oriental
Selon la constitution du Timor Oriental, le tétoum et le portugais sont les langues officielles du pays et tout document officiel doit être publié dans les deux langues ; l'indonésien et l'anglais ont le statut de « langue de travail ».

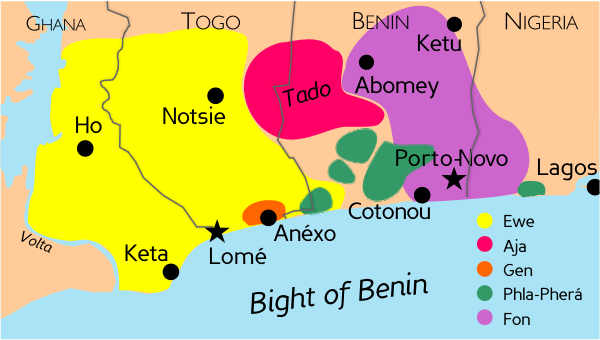
Répartition des principales langues gbe.

### Togo
Le français est la langue officielle du Togo, utilisée dans l’administration, l’éducation et les institutions publiques. Toutefois, depuis 1975, l’éwé et le kabiyè sont reconnues comme langues nationales et leur usage est encouragé dans les médias et l’enseignement.

### Ukraine
L'ukrainien est la langue officielle mais treize autres langues minoritaires sont reconnues, dont le russe, le hongrois et le roumain.
Le russe est majoritaire à l'est et au sud du pays notamment dans de grandes villes comme Odessa et est compris par la plupart des Ukrainiens. La forte présence de la langue russe en Ukraine est due à l'histoire commune durant plusieurs siècles entre l'Ukraine et la Russie, entre autres dans le cadre de l'Empire russe et, plus récemment, de l'Union soviétique.
Dans la république populaire de Donetsk et la république populaire de Lougansk, officiellement annexée par la Russie en 2022, le russe est la seule langue officielle.

### Zambie
L’anglais est la langue officielle de la Zambie, utilisée dans l’administration, l’éducation et les médias. Cependant, sept langues nationales sont reconnues : le bemba, le nyanja, le tonga, le lozi, le kaonde, le luvale et le lunda. Ces langues sont enseignées dès le primaire et utilisées dans certaines publications gouvernementales.

### Zimbabwe
Depuis l'adoption de la Constitution de 2013, le Zimbabwe compte 16 langues officielles.

## Organisations internationales
Certaines organisations internationales ont aussi des langues officielles et/ou des langues de travail.

### Benelux
Le Benelux utilise 2 langues, le français et le néerlandais. Il s'agit des langues les plus utilisées dans les pays membres.

### Organisation des Nations unies
L'ONU s'est dotée de six langues officielles (arabe, anglais, espagnol, français, mandarin, russe), qui sont les langues les plus largement comprises dans le monde même dans les régions où on ne les parle pas spontanément ; tous les travaux et débats sont retranscrits dans ces six langues officielles.

### Union européenne

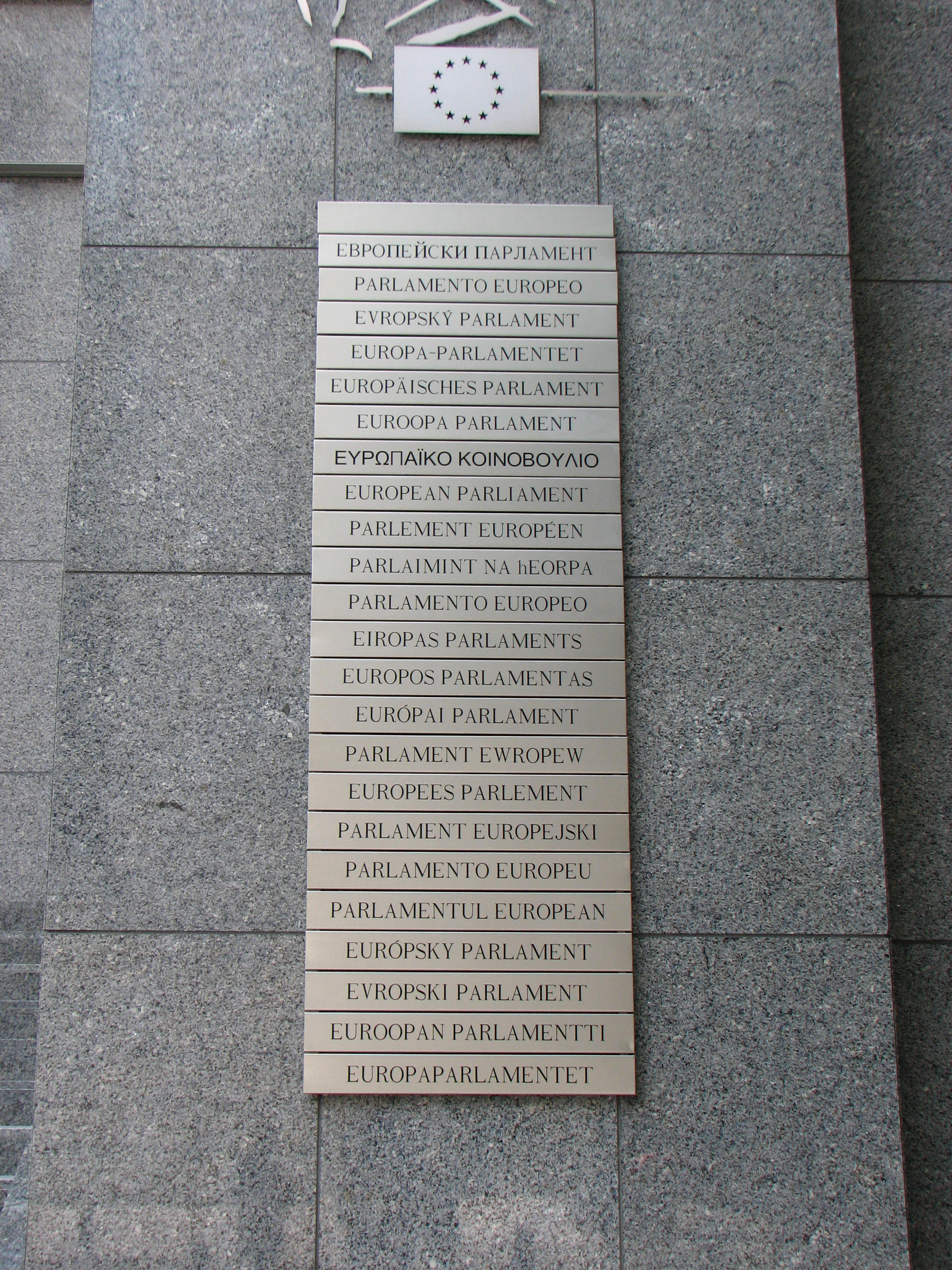
Le nom du Parlement européen dans les 23 langues officielles de l'Union européenne en 2007.

L'Union européenne représente un cas particulier fort intéressant puisqu'en théorie elle ne privilégie la langue d'aucun État. Elle reconnaît 24 langues officielles, soit presque toutes les langues officielles dans au moins un pays membre (seuls le luxembourgeois et le turc sont langues officielles dans un pays membre mais pas au niveau de l'Union européenne). Tous les actes législatifs sont traduits dans ces langues.
Dans son fonctionnement quotidien, l'Union européenne utilise l'allemand, l'anglais et le français comme langues de travail. Dans la pratique, l'anglais occupe une place dominante au détriment des autres langues, en particulier dans les offres d'emploi pour les nouveaux fonctionnaires.

## Rapport de la langue officielle avec les autres langues intérieures
L'existence d'une seule langue officielle est compatible avec une autre langue parlée dans le pays par davantage de personnes. Ainsi dans certains pays d'Afrique ou d'Asie, les langues officielles et d'enseignement (français, anglais ou portugais, par exemple), héritées du colonialisme, ont surtout un statut de langues véhiculaires permettant aux différents groupes ethniques de communiquer entre eux.
De même, dans les pays arabes, la langue officielle est l'arabe littéral alors que la langue maternelle est un arabe dialectal (langue issue de l'arabe mais différente car ayant évolué localement) ou même une langue totalement différente car ne faisant partie du même groupe linguistique (tamazight, kurde).
Autre exemple, la république d'Irlande considère l'anglais, qui est parlé par une majorité d'Irlandais, comme deuxième langue officielle : le pays a adopté l'irlandais comme première langue nationale officielle alors qu'il n'est parlé que par une faible proportion de la population.
En Chine, le mandarin est la langue officielle du pays bien que la majorité de la population chinoise parle le plus souvent les langues régionales apparentées au mandarin ou celles des minorités ethniques. Seule l'écriture chinoise détient cet avantage d'être intelligible par la grande majorité et permet aux différents groupes du peuple chinois de se comprendre.
En Inde, le pays possède deux langues officielles, le hindi et l'anglais, et 22 langues régionales reconnues, dont l'usage et la répartition géographique diffèrent grandement. Le hindi, parlé par environ 40 % de la population dont les locuteurs sont principalement regroupés dans le nord du sous-continent, n'arrive pas à s'imposer comme la seule langue officielle de la fédération. Les autorités ont alors recours le plus souvent à l'usage de l'anglais, langue de l’ancien colonisateur, pourtant qualifiée de « langue officielle secondaire », pour pouvoir communiquer avec les populations non hindiphones, qui sont majoritaires dans le sud du pays.
Enfin, en Indonésie, où l'indonésien est utilisé par la plupart des habitants comme langue nationale véhiculaire, les langues régionales (qui, comme l'indonésien, sont dérivées du malais) sont également utilisées quotidiennement par la majorité des Indonésiens.